# محمدو درامي
محمدو درامي (بالفرنسية: Mouhamadou Dramé)‏ (مواليد 5 مايو 1987 في السنغال) هو لاعب كرة قدم سنغالي يجيد اللعب في مركز المهاجم. يلعب حاليا لصالح الأهلي الذي ينافس في الدوري البحريني الممتاز منذ 2020.